# ضريبة على البضائع
ضريبة على البضائع(بالإنجليزية:impositions) هي ضريبة يفرضها القصر الملكي البريطاني على الواردات بغرض الحصول على المال وتنظيم التجارة وحماية الإنتاج المحلى . وقد قامت الملكة إليزابث الأولى بفرض ضرائب جديدة عام 1601 على الدخان ، ثم عممها الملك جيمس الأول عام 1608 على معظم الواردات على إثر قضية للتاجر جون بيتس.

وكان جون بيتس تاجرا يستورد البضائع من منطقة الشرق الأوسط، واعترض عن دفع الضريبة المستحقة عن بضائعه . فقُدم إلى المحاكمة في المحكمة المختصة، وخسر القضية . وكانت قرار المحكمة في تلك القضية سانحا للقصر لكي يعمم الضريبة على معظم البضائع المستوردة والأملاك والأعمال التجارية، مما أضاف دخلا جديدا للقصر .
ثم اعترض معظم التجار في بريطانيا على عام 1610 على قرار البرلمان ، فأجتمع البرلمان مرة ثانية وقرر تعديل قانونه الأول بأن يقع العبء الأكبر في دفع الضريبة على التجار الأجانب فقط.

## اقرأ أيضا
- جمارك
- تصدير